# Église Saint-Pierre-ès-Liens de Loubejac
Pour les articles homonymes, voir Église Saint-Pierre-ès-Liens.
L'église Saint-Pierre-ès-Liens est une église catholique située à Loubejac, en France.

## Localisation
L'église est située dans le département français de Dordogne, sur la commune de Loubejac.

## Historique
L'édifice est inscrit au titre des monuments historiques le 29 novembre 1948.